# Pseudaoria floccosa
Pseudaoria floccosa es una especie de insecto coleóptero de la familia Chrysomelidae. Fue descrita en 1992 por Tang.